# Соколова, Надежда Николаевна
Надежда Николаевна Соколова (8 ноября 1996, Новгород, Новгородская область, Россия) —  российская спортсменка, борец вольного стиля, призёр чемпионата мира и чемпионата Европы, Многократная чемпионка России по женской борьбе, мастер спорта России международного класса. 

## Биография
В августе 2011 года в венгерском Сомбатхее, одолев в финале Цогт-Очирын Намуунцэцэг из Монголии, стала чемпионкой мира среди кадетов. В июле 2012 года в польском Катовице, уступив в финале украинке Елене Кремзер, завоевала серебряную медаль чемпионата Европы среди кадетов. В августе 2012 года в Баку, проиграв в финале украинке Елене Кремзер получила серебряную медаль кадетского чемпионата мира. В июне 2013 года в черногорском Баре победила на чемпионате Европы среди кадетов, в финале поборола Евгению Павлову из Украины. В августе 2013 года в сербском Зренянине стала бронзовым призёром чемпионата мира среди кадетов. В апреле 2016 года в Новочебоксарске, одолела в финале Александру Скиренко, выиграв чемпионат России среди юниорок. В июне 2016 года на чемпионате Европы среди юниорок в Бухаресте, обыграв в финале француженку Филицию Галло, завоевала золотую медаль. В июне 2017 года на чемпионате России в Каспийске, одержав победу в схватке за 3 место над Надеждой Федоровой из Чувашии, завоевала бронзовую медаль. В октябре 2018 года в финале молодёжного чемпионата мира среди молодёжи до 23 лет в Бухаресте проиграла японке Михо Игараши, став бронзовым призёром. В начале марта 2019 года в Улан-Удэ стала чемпионкой России, в финале поборола Валерию Чепсаракову. В середине марте 2019 года в сербском Нови-Саде, проиграв в финале украинке Оксане Ливач, стала вице-чемпионкой молодёжного чемпионата Европы U23. В октябре 2019 года в Будапеште завоевала бронзовую медаль чемпионата мира среди молодёжи U23. В сентябре 2020 года в Казани во второй раз стала чемпионкой России, в финале обыграла Марию Тюмерекову из Хакасии со счетом 4:0. В октябре 2021 года в Осло на чемпионате мира в схватке за 3 место одолела украинку Богдану Ящук (12:2), стала бронзовым призёром. 21 июня 2023 года в Каспийске на чемпионате России в схватке за 3 место одолела Алину Сагалакову из Хакасии и завоевала бронзовую медаль. В апреле 2024 года на Европейском квалификационном турнире в Баку ей удалось завоевать лицензию для своей страны на летние Олимпийские игры 2024 в весовой категории до 50 кг. В мае 2024 года она в четвертый раз стала чемпионкой России в весе до 50 кг.
В апреле 2025 года на чемпионате Европы в Братиславе в весовой категории до 50 кг завоевала бронзовую медаль. В схватке за третье место одолела соперницу из Франции Эмму Луттенауер.

## Спортивные результаты
- Чемпионат мира по борьбе среди кадетов 2011 — ;
- Чемпионат Европы по борьбе среди кадетов 2012 — ;
- Чемпионат мира по борьбе среди кадетов 2012 — ;
- Чемпионат Европы по борьбе среди кадетов 2013 — ;
- Чемпионат мира по борьбе среди кадетов 2013 — ;
- Чемпионат Европы по борьбе среди юниоров 2016 — ;
- Чемпионат мира по борьбе среди юниоров 2016 — ;
- Чемпионат России по женской борьбе 2017 — ;
- Чемпионат мира по борьбе среди молодёжи U23 2018 — ;
- Чемпионат России по женской борьбе 2019 — ;
- Чемпионат Европы по борьбе среди молодёжи U23 2019 — ;
- Чемпионат мира по борьбе среди молодёжи U23 2019 — ;
- Чемпионат России по женской борьбе 2020 — ;
- Чемпионат мира по борьбе 2021 — ;
- Чемпионат России по женской борьбе 2022 — ;
- Чемпионат России по женской борьбе 2023 — ;
- Чемпионат России по женской борьбе 2024 — ;
- Чемпионат Европы по борьбе 2025 — ;